# Verónica Vargas
Veronica Vargas Esquivel (Costa Rica, 18 de marzo de 1990) es una artista marcial mixta costarricense que compite en la división peso mosca femenino.

## Primeros años
Nació el 18 de marzo de 1990. Su padre, Ricardo Vargas Vásquez, estuvo a cargo de la Procuraduría General de la República; y su madre, Marta Esquivel Rodríguez, ha sido presidenta de la Caja Costarricense de Seguro Social (CCSS).
Desde su adolescencia, Verónica se ha interesado en el deporte de combate, representando a la academia Renzo Gracie Costa Rica.

## Carrera de artes marciales mixtas

### Carrera temprana
Vargas comenzó su carrera de MMA profesional en la promoción Center Real Fights, una de las principales de su país natal. Allí consiguió dos victorias, incluyendo una ante Fernanda Muñoz, quien años más tarde sería campeona de LUX Fight League.

### Combate Global
Vargas hizo su debut en Combate Global el 24 de febrero de 2024, enfrentándose a Blanca Medina en el evento Combate Global: USA vs. Ecuador, ganando la pelea por decisión dividida.
Tres meses después, se enfrentó a Nadia Vera el 18 de mayo en Combate Global: Lehane vs. Gonzalez, donde nuevamente obtuvo la victoria por decisión dividida.

### Fury Fighting Championship
Vargas se enfrentó a Valerie Soto en FFC 102, recibiendo la primera derrota de su carrera tras caer por decisión unánime.

## Récord en artes marciales mixtas
| Récord profesional | Récord profesional | Récord profesional |
| 5 peleas           | 4 victorias        | 1 derrota          |
| ------------------ | ------------------ | ------------------ |
| Nocaut             | 1                  | 0                  |
| Sumisión           | 1                  | 0                  |
| Decisión           | 2                  | 1                  |

| Resultado | Récord | Oponente       | Método                      | Evento                              | Fecha                 | Ronda | Tiempo | Localización       | Notas |
| --------- | ------ | -------------- | --------------------------- | ----------------------------------- | --------------------- | ----- | ------ | ------------------ | ----- |
| Derrota   | 4–1    | Valerie Soto   | Decisión (unánime)          | Fury FC 102                         | 21 de febrero de 2025 | 3     | 5:00   | San Antonio, Texas |       |
| Victoria  | 4–0    | Nadia Vera     | Decisión (dividida)         | Combate Global: Lehane vs. Gonzalez | 18 de mayo de 2024    | 3     | 5:00   | Miami, Florida     |       |
| Victoria  | 3–0    | Blanca Medina  | Decisión (dividida)         | Combate Global: USA vs. Ecuador     | 24 de febrero de 2024 | 3     | 5:00   | Miami, Florida     |       |
| Victoria  | 2–0    | Fernanda Muñoz | KO (golpe)                  | CRF 30                              | 9 de junio de 2018    | 2     | 0:34   | San José           |       |
| Victoria  | 1–0    | Yasmeli Araque | Sumisión (rear-naked choke) | CRF 25                              | 22 de octubre de 2017 | 2     | 2:00   | San José           |       |